# 麻雀のルール
麻雀のルール（マージャンのルール）では麻雀のルール、特に日本において一般的な立直麻雀（リーチマージャン）のルールを解説する。

## ルールの概要
麻雀のルールは地域や団体ごとに、さまざまなバリエーションが存在する。地域による特徴的なルールをローカルルールという。また、雀荘ごとに定めたルールをハウスルールという。日本式の麻雀はヨーロッパにも普及しており、「リーチ麻雀」（Riichi Mahjong）と呼ばれ、国際ルールとは別に大会が開催されており、2008年には欧州選手権も開催された。
2014年からは、リーチ麻雀世界選手権も開催されている。
本稿では、主に関東周辺で一般化しているルールをもとに解説する。

### ゲームの目的
ゲーム終了時に最も多くの点を持つプレイヤーが勝者となる。

### 使用する道具
使用する牌は、花牌を除く34種136枚である。
ゲーム開始前に、各プレイヤーに均等の点棒が配られる。各自が最初に持つ点数を配給原点という。配給原点は一般的に25000点から30000点の間であり、全プレイヤーの合意によって決定する。これは飛びの起こる可能性のほか、オカの点数に関係する。

### 半荘
麻雀は、通常半荘（ハンチャン）を単位として競技が行われる。半荘は大きく前半と後半に区分され、前半を東場（トンバ）、後半を南場（ナンバ）と言う。東場・南場はそれぞれ4つの局からなる。東1局から開始され、東4局が終了した後は南入（ナンニュウ）と言って南1局に入り、南4局の終了をもって1試合とする。簡単に例えるなら、麻雀は1試合8ラウンドで争われる、と言うことになる。
ただし連荘（詳細は後述）が生じた場合は局が追加されるため、必ずしも8局（ラウンド）で終わるとは限らない。またプレイヤーの誰かの持ち点がマイナスとなった時にはトビないしハコテンとして半荘が終了するルールもあり、1局で半荘が終わることもありうる。
| 東場    | 東場    | 東場    | 東場    | 南場    | 南場    | 南場    | 南場    | 西場    | 西場    | 西場    | 西場    | 北場    | 北場    | 北場    | 北場    |
| ------- | ------- | ------- | ------- | ------- | ------- | ------- | ------- | ------- | ------- | ------- | ------- | ------- | ------- | ------- | ------- |
| 東 1 局 | 東 2 局 | 東 3 局 | 東 4 局 | 南 1 局 | 南 2 局 | 南 3 局 | 南 4 局 | 西 1 局 | 西 2 局 | 西 3 局 | 西 4 局 | 北 1 局 | 北 2 局 | 北 3 局 | 北 4 局 |
| 東風戦  |         |         |         |         |         |         |         |         |         |         |         |         |         |         |         |
| 半荘戦  |         |         |         |         |         |         |         |         |         |         |         |         |         |         |         |
| 一荘戦  |         |         |         |         |         |         |         |         |         |         |         |         |         |         |         |

1試合の長さについては、次のルールも存在する。
東風戦
半荘のうち、東場だけで1試合とするルール。試合時間が短くて済み、特にネット麻雀の普及により、一般にも普及しつつある。
一荘戦
東場・南場に続けて、西場・北場まで行うルール。日本国内ではほとんど使用されないが、中国麻雀・台湾麻雀など国際的には標準的なルールである。なお「半荘」はもともと「一荘の半分」という意味である。半荘戦には、一般の半荘戦（東南戦）のほか次のルールも存在する。
東北戦
途中を省略するという解釈から、東場の次を北場とするルール。北海道や東北地方で採用されることが多い。
東々戦
東場を2回行うルール。東八局まで行う。
一局清算
東風戦よりもさらに短く、毎局清算するルール。点棒を使わず、純粋に和了点相当のみのやりとりを延々繰り返す。オカ、ウマなどの付加的な収支は採用されない。東一局のみで1試合とするルールと見ることもできる。細かい取り決めが派生的に付け加えられていることもあり、点数計算が簡略化されている場合も多い。茶ガラ麻雀とも呼ばれる。代表的なルールとしては、東天紅ルールも一局清算麻雀の一種である。

### プレイヤー
原則として4人でプレイする。
それぞれの局において、プレイヤーのうち1名が親（親番）という役割を担当し、残る3人は子と呼ばれる。親の正式名称は荘家（チャンチャ）であり、子の正式名称は散家（サンチャ）である。
親は東家（トンチャ）とも呼ばれ、他のプレイヤーを親から見て反時計回りに南家（ナンチャ）、西家（シャーチャ）、北家（ペーチャ）と呼ぶ。なお、実際の方位とは逆まわりになっている。これは中国において方位の順序は東南西北とされており、その順がプレイヤーから見て「左遷」とならないようにしたものであると考えられている。
ゲーム開始時の親を起家（チーチャ）と呼ぶ。ひとつの局が終了すると、それまで南家であったプレイヤーが次の局の親（東家）となる（連荘の場合は例外で、前局の親が次局でも親になる）。
自分の左側のプレイヤーを上家（カミチャ）、右側のプレイヤーを下家（シモチャ）、そして正面のプレイヤーを対面（トイメン）という。また、自分以外のプレイヤーを総称して他家（ターチャ）という。

#### 座席および起家の決定
ゲーム開始にあたり、各プレイヤーの座席を決める。座席の決定方法には次のようなものがある。
- 各人が好きな場所に座る。
- 東・南・西・北の4枚の牌を裏返してかき混ぜ、各人が1枚ずつ引く。東をひいた者が好きな場所に座り、そこから反時計まわりに南・西・北の順に座る。（これだけで決めてしまう場合もある。）
- 東・南・西・北の他に白を加えて上の方法と同様に引き、白を引いた者が居た席に東を引いた者が座り以下は同様にする。
- 東・南・西・北の牌を裏向きに混ぜて並べその左右に奇数と偶数の数牌を表向きに置き、さらにサイコロを振って出た目により引く牌を決め引いた牌により座席を決める。

座席が決定したら、次に起家を決める。起家の決定方法はさまざまであるが、一般的には次のような手順による。
1. 座席決定時の「東」の位置に当たる者がサイコロを2つ振る。
2. サイコロを振った本人から反時計まわりに数えて、サイコロの目の位置に当たるプレイヤーが仮親となる。
3. 仮親がサイコロを2つ振る。
4. 仮親から反時計まわりに数えて、サイコロの目の位置に当たるプレイヤーが起家となる。

1.2の動作だけで起家を決めてしまう場合もある。

### 局の進行
ここからは、ゲームの最小単位である局について説明する。

#### 配牌
局の開始にあたり、まず牌を裏返してかき混ぜ所定の方法で並べる。このとき各プレイヤーの前に並べられた牌を壁牌（ピーパイ）もしくは山と呼ぶ。なお全自動麻雀卓を用いる場合、これらの作業は機械により行われる。
その後、親が14枚、子が13枚ずつ牌を取得する。この行為、ならびに取得した牌のことを配牌（ハイパイ）という。これは他のプレイヤーから見えないように正面に配置する。配牌からその後にわたって、手元にある牌を手牌という。

#### 摸打
摸打（モウダ、モウター）は、自摸（ツモ）と打牌（だはい）からなる、一連の最も基本的な行為である。
配牌が完了したらプレイ開始である。親は、14枚の中から不要な牌を1枚捨てる（打牌）。
以後のプレイは、各プレイヤーが反時計まわりに順番に行う。親の次にプレイするのは親から見て右側のプレイヤー（下家）である。
- 各プレイヤーは、自分の順番がきたら山（壁牌）の端から牌を1枚取得する。これを自摸（ツモ）という。
- その後、不要な牌を1枚捨てる。これを打牌という。
- なお捨てた牌は表向きにして、河（ホー）と呼ばれるエリア（卓の中央付近）に並べておく。
- 以降、順番に自摸および打牌を繰り返し和了（あがり）を目指す。

なお一定の条件を満たしている場合、他のプレイヤーが捨てた牌を取得（副露）することができる。

### 局の終了
いずれかのプレイヤーが和了すると局は終了する。それに対し、誰も和了らずに局が終了することもあり、流局と呼ばれる。

#### 和了
和了（ホーラ、あがり）とは他のゲームにおける「あがり」に該当するものであり、自分の手牌が一定の条件（和了形）を満たした場合に成立する。
和了形とは、特定の3枚の牌の組み合わせ（面子）を4組と同一牌2枚の組合わせ（雀頭）をそろえた形（4面子1雀頭）である。ただし、七対子と国士無双という例外がある。また、流し満貫が和了と認められる場合がある。
和了形を完成させるために、あと1枚（和了牌）だけあればいい状態のことを聴牌（テンパイ）という。なお和了牌は1種類だけとは限らず、種類が多ければ多いほど有利である。
聴牌のとき自らの自摸、または他人の捨て牌を奪うことにより和了牌を取得すると和了が成立する。和了する際には「ツモ」または「ロン」と明瞭に発声し、他のプレイヤーに手牌を公開する必要がある。なお、和了は強制ではない。プレイヤーの意思により、あえて和了を拒否することもできる（このときは発声を行わない）。その場合は摸打が続行される。
和了したときの手牌が特定の条件を満たしていると役となる。なお和了形が完成していても、なんらかの役が成立していなければ和了することはできない。このことを一飜縛り（イーファンしばり）と呼ぶ。

##### 和了に伴う点数の支払い
和了には、自摸和（ツモホー）と呼ばれる方法（自分の自摸した牌で和了する）と栄和（ロンホー）と呼ばれる方法（他のプレイヤーが捨てた牌で和了する）の2通りがある。
自摸和の場合は、他の3人のプレイヤー全員が支払いを行う。栄和の場合は、放銃（ほうじゅう。和了牌を捨てること）したプレイヤー（和了牌を捨てたプレイヤー）が1人で支払いを行う。
ただし、包が発生した場合は例外であり、自摸和の場合は包の対象者が全額を支払い、栄和の場合は放銃者と包の対象者で折半払いとなる。放銃者が包の対象者の場合は通常通り放銃者が全額を支払う。

##### 和了後の処理
いずれかのプレイヤーが和了した場合、その局は終了する。
点数を授受した後は、和了したプレイヤーが親だったかどうかによって扱いが異なる。親が和了した場合、それまで親だったプレイヤーが次の局も親を担当する。これを連荘（レンチャン）という。親以外のプレイヤーが和了した場合、親の下家が次の局の親（東家）を担当する。これを輪荘（ロンチャン、リンチャン）または親流れという。
輪荘の場合には、次の局の名称は以下のようになる。
- 東一局が終了したら、次は東二局
- 東二局が終了したら、次は東三局
- 東三局が終了したら、次は東四局
- 東四局が終了したら、次は南一局。これを南入（なんにゅう）という
- 以下、南場も同様に進行

なお、南四局が終了（輪荘）したら半荘が終了する。

#### 流局
誰も和了らないまま局が終了するケースが流局である。
局の最終段階において壁牌（山）をすべて取り終わったにもかかわらず誰も和了できなかった場合を荒牌平局または荒牌といい、流局となる。ただし、荒牌時に流し満貫を完成させた者がいる場合は流局とはならず和了として扱うルールもある。
流局時に聴牌していなかった者は、聴牌していた者に所定の点数（ノーテン罰符）を支払う。
流局した場合、連荘として扱うルールと、輪荘（＝親流れ）として扱うルールがある（取り決めにより異なる）。一般的に、流局したときは本場数が1本増える。これを「流れn本場」という。
また、九種九牌や四風連打など荒牌平局以外にも流局となる特殊なケースがあり、それらを途中流局と呼ぶ。
また、オーラスに限り親がノーテンでも親流れとしない（＝半荘を終了しない）という取り決めでゲームを行うこともある。そのルールではオーラスの親は若干有利になる。（ラス親がトップであった場合には若干不利になる。）

### ゲームの終了
前述のように南四局が輪荘により終了すると、半荘が終了となる。なおあがりやめと呼ばれるルールを採用している場合、南四局で親が和了した場合（特に親がトップに立っている場合）に親の判断により半荘を終了させることができる。また、テンパイやめとして、親がテンパイした状態で流局した場合に終了させることができる場合もある。
半荘の途中であってもいずれかのプレイヤーの持ち点がマイナスもしくはちょうど0点になった場合、その時点で半荘が終了するルールもある。これをハコないしトビという。トビ無しのルールでは、点棒を借りた状態で続行される。
半荘が終了した時点で各プレイヤーの持ち点の多寡により、順位が決まる。

#### 西入
最終局が終了した時点でトップのプレイヤーが一定点数に達しない場合、延長戦として南場から西場に進みゲームを継続するというルールを採用することがある。このルールによって西場を行うことを西入（シャーニュウ）という。西入の条件は、終局時のトップ者が30000点未満だった場合である。33300点以下のときに西入するというルールもある（33300点は場に流通している点棒の1/3）。
西場も東場、南場と同様に進行される。場風は西となる。西四局の終了をもってゲームの終了とするが、時間短縮のため誰かが一定点数に達した時点で西場を中断してゲーム終了とするルールもある（西入サドンデス。一般的とはいえないルールであるが、ネット麻雀で多く採用されたため、徐々に普及しつつある）。東北戦では、途中を省略しているという考え方から西入ではなく即座に返り東となる。東々戦では、東九局〜東十二局までを行う。
東風戦の場合も同様の条件で南場を行うルールになっていることがある。南入ではなく、東々戦同様東五局〜東八局として進行するルールもある。しかし東風戦は元々短時間の決着のためのルールなので、南入したり延長したりするルールはあまり採用されない。

#### 北入
西四局終了時点でも条件を満たさなければ、さらに北場に進む。これを北入（ペーニュウ）という。
北四局終了時点でも条件を満たさない場合は再び東場を行う。2度目の東場は返り東（かえりトン）と呼ばれる。以後条件を満たすまでゲームを続ける。
ただし、時間短縮のために西場または北場の終了をもって一定点数に達しなくとも終了とすることもある。その場合、勝負は付けずに全員引き分けとするルールもある。
東々戦では単に東十三局〜東十六局と進行するだけであり、以後延長ごとに四局ずつ延長する。
慣れない場を嫌ってか、西入や北入の代わりに即座に返り東とするルールもある。
返り東の代わりに白入、発入、中入などとするルールも一部にはある。

## 取り決めが必要となる項目
麻雀のルールは、細かい部分について統一されていないことが多い。そのため、ゲーム開始前にある程度の取り決めが必要となる。

### アリアリとナシナシ
ルールに関する取り決めのうち、最も基本的なものである。後付けおよび食いタンを認めるかどうかの取り決めである。
アリアリ
後付け、食いタンともに認めるルール。関東で一般的。各局面におけるプレイヤーの裁量の余地が大きい。
ナシナシ
後付け、食いタンともに認めないルール。なお、後付けの制限を役牌に限定するルールもある（この場合、役牌以外の役は後付けしても構わない。役牌の後付けのみを禁止する場合は「完全先付け」とは呼ばない）。
麻雀の解説書や劇画等は関東のルールを基本として書かれることが多いため、近年では関西でもアリアリが普及している。

### ピンフとツモの複合
平和（ピンフ）と門前清自摸和（ツモ）が複合するかどうか、いわゆる「ツモピン」の有無についての取り決め。
平和の定義を原義である「符のない役」とすると、ツモ和了の場合には平和が成立しないということになる。しかしロン和了のみ認められるという役は偶然役を除いて存在しないため、平和のツモ和了を可能とするルールが普及している。後者の場合、点数計算においてツモ2符を加算しない。この場合を俗に自摸八という。
一般的にアリアリの場合は複合を認め、ナシナシの場合は複合を認めないことが多い。平和 (麻雀)#ピンヅモのありなしも参照。

### 裏ドラ・赤牌・花牌
ドラに関する取り決め。
- 裏ドラを用いるかどうか。また、裏ドラの放棄を認めるかどうか。
- 明槓時に槓ドラが乗るタイミング。即乗りか後乗りか。
- 赤ドラを用いるかどうか。用いる場合はどの種類を何枚入れるか。
- 花牌を用いるかどうか。
- 次ドラとするか現物ドラとするか。

### その他の役
その他の定義や取り扱いに揺れがある一部の役についての取り決め。
- を含まない緑一色を認めるかどうか。
- 四槓子は四つ目の槓で成立とするか、雀頭を必要とするか。
- 国士無双において暗槓の搶槓を認める特例を用いるか。
- 人和を採用するかどうか。採用する場合は定義、および役の大きさについての取り決め。
- 流し満貫を採用するかどうか。採用する場合は和了役として扱うか、流局として扱うか。
- その他、ローカル役を採用するかどうか。

### 得点計算
符、飜、役満に関する取り決め。
- 連風牌の雀頭を2符とするか4符とするか。
- 七対子を25符2飜とするか、50符1飜とするか。
- 嶺上開花、海底撈月に自摸2符を付けるかどうか。
- 数え役満を採用するかどうか。
- ダブル役満を採用するかどうか。採用する場合は、その対象とする役。また役満の複合を認めるかどうか。

### フリテン立直
フリテンの状態で立直できるかどうかについての取り決め。
一般的にアリアリの場合は可能、ナシナシの場合は不可とすることが多い。
一般にフリテン立直を許可するルールでもフリテンによるロンアガリは禁止されているため、ツモアガリしか認められない。また、フリテン立直を許可するルールでは立直後の見逃しも許可されていることが多い。

### ダブロンと三家和
あるプレイヤーの打牌に対し、複数のプレイヤーが和了（ロン）を宣言した場合についての取り決め。

#### 2人のプレイヤーが和了を宣言した場合
上家どり
放銃したプレイヤーから反時計まわりに数えて最も近い（最もツモ番の早い）プレイヤーだけに和了を認める。捨てられた牌は1枚しかないため、その牌を取得できるのは（河の上流側にいる）1人だけであるという考え方に基づく。頭ハネとも呼ばれる。例えば東家の捨て牌に対して南家と西家がロン宣言した場合、南家のみ和了が認められ西家は認められない。
ダブロン
両者の和了を認める。語源は“ダブル・ロン”。

#### 3人のプレイヤーが和了を宣言した場合
三家和
流局とする。
上家どり
放銃したプレイヤーの下家だけに和了を認める。
ダブロン
放銃したプレイヤーの下家と対面に和了を認める。このルールが採用されることは少ない。
トリプルロン
全員の和了を認める。略して「トリロン」とも呼ばれる。

### 縛り
縛りとは、ある条件を満たさない限り和了できないとするルールである。条件が満たされていない状態で和了宣言してしまうとチョンボとなる。

#### 一飜縛り
何らかの役がないと和了できないとするルール。ドラは含めない。非常に普及しており、現在ほぼすべてのルールが一飜縛りである。

#### 二飜縛り
二飜（リャンハン）以上の役がないと和了できないとするルール。場合によっては、略してリャンシバ、リャンシともいう。4本場または5本場から二飜縛りとなり、2飜以上の役がないとあがれなくなる。一翻縛り同様ドラは含めない（よって食いタンドラ3はあがれなくなる）。
子の和了によって積み棒がなくなると二飜縛りは解消される。まれに、すべての局を二飜縛りとするルールも見られる（三人麻雀などの一部）。
また、確定二飜でなければ和了できない場合が多い。確定二飜とは部分的な完全先付けであり、和了時点でのみ成立する役を除いた役が二飜以上あることを必要とするルールである。例えば立直・平和や七対子による2飜は認められるが、立直・一発（一発はドラと同様に役ではなくボーナス扱いとなるため）や立直・河底（河底撈魚は偶然役であり不確定とされるため）などは認められない。立直・ツモは基本的には認められるが、ルールによっては立直後の見逃しがチョンボになる場合もあるために、その場合役なしの手では、おいそれと立直をかけることができない。
かつてはファミリーコンピュータのソフト「麻雀」でも採用されたりしていたが、現在では全ての麻雀プロ団体が採用していないこと、確定二飜のような一飜縛りと異なるルールの複雑さ、二飜縛りにする合理的な根拠がないなどの理由により、近年ではほぼ見られないルールとなっている。

#### その他の縛り
その他、満貫縛りや役満縛りをはじめ特殊な例としては「リーチ縛り」（ダマテンでの和了を認めない）や「七対子縛り」（文字通り七対子以外での和了を認めない）といった縛りで遊ぶこともある。しかしいずれも余興としての性格が強く、限定的なローカルルールと言える。
また一部のオンライン麻雀では「混清老役満縛り」の卓が複数立っていることがあるが、これは混一色・清一色・混老頭および役満の略である。

### 食い替え
例えば123の出来メンツから4を鳴いて1を捨てるという副露のしかたを一般に食い替えというが、これを認めるかどうかの取り決め。
すべて認めない
食い替えをいっさい認めないルール。現在のところこれが最も一般的である。
現物のみ認めない
例：123と持っている際に1をチーして1を捨てることは認めないが、4をチーして1を捨てること（筋食い替え）は認める。
すべて認める
無条件にすべての食い替えを認める。この場合、123から1をチーして1を捨てることさえ認められるし555を暗刻の状態からポンして1枚余った5を捨てることさえ認められる。競技麻雀の一部、ネット麻雀などで採用されているケースがある。
なお「123と持っている状態で1をチーしたあとその順子とは無関係な牌を捨て、一巡後に1を捨てる」というものや、「123456と持っている状態で7をチーし、1を切って234と567に組み変える」というものは通常食い変えとしない。

### 親の交代
親が聴牌の状態で流局となった場合は、引き続き同じプレイヤーが親となるルールが一般的である。これをテンパイ連荘という。ただし近年ゲームのスピードアップを目指す雀荘において、親が聴牌の場合でも親が移るルールが広く採用されるようになっている。これをアガリ連荘といい、仲間内での対戦やゲームソフトでも浸透しつつある。その一方で、一部のルールや古いルールでは親が不聴であっても親が交代しないノーテン連荘になっている場合もある。半荘戦で南場のみノーテン連荘が採用されるケースもあり、ゲームによっては南場をノーテン連荘とするかテンパイ連荘とするか選択可能となっているものもある。

## 付加的なルール
上記のようなルールに、さまざまなルールを追加することがある。いずれも基本的にゲーム開始前に取り決めを行うが、家庭麻雀などでは細かなルールについてその場その場で確認されることも少なくない。
オカ
終了時に最も得点の多かったプレイヤーに加算されるボーナス点である。配給原点と原点の差がこれに充てられる。
ウマ
終了時に順位に応じ点をやり取りする。4位の者が1位に、3位のものが2位に支払うなど。
割れ目
特定のプレイヤーの点数授受を倍にする。
焼き鳥
終了時に一度も和了れなかったプレイヤーがペナルティを支払う。
責任払い
特定の役で和了り、その役を確定させた副露があった場合に副露をされたプレイヤーが余分にもしくはすべての点数を支払う。

## 基本的マナー
不正行為は論外だがそれ以外にも麻雀では基本的に行うことが推奨される、もしくは守るべきマナーがある。雀荘や競技麻雀の場では厳しい場合が多いが家庭麻雀など知己の者だけの場合は親交を深めることも大きな目的であるため、目くじらを立ててことさら厳格にするよりもその場の雰囲気を壊さず楽しめるよう各自が折り合いをつける方が良い。また近年ではコンピュータ麻雀でしか経験のない競技者も多く、そういったプレイヤーを卓に誘う場合はマナーの面でも面倒を見るといったことも必要である。

### 避けるべき行為
三味線
この場合の意味は「紛らわしいこと」。特に自分の手牌の内容について、会話や独り言で他家に聞こえるようにしゃべり、他家の判断に影響を及ぼそうとする行為が大半を占める。これを口三味線を弾くと言う。欺瞞的発言など、その程度によっては重大なマナー違反と見なされる。口三味線以外にも、特にリーチ後などに全く関係ない牌で迷ったふりをする手三味線がある。
先自摸
上家の打牌を全員が確認する前に自摸牌に触れる行為。打牌が完了する前に手を伸ばすことも、他家の視界を遮るので避けるべきである。競技麻雀などルールに厳しい場では不正行為としてペナルティが課せられる事もある行為である。
強打
打牌やツモ和了宣言、副露などの際、牌を卓に強く打ちつける行為。牌の損傷や衝撃で牌山が崩れることで対局に影響を与える上、強打そのものが威圧行為に当たる。
引きヅモ
主に立直後、自摸の際に和了牌かそうでないかを問わずにツモってきた牌を表に向けつつ卓の縁にくっつけること。くっつけること自体が引きヅモに当たり、その際の強弱は問わない。他家にツモ和了かと誤認させる、いちいち引きヅモの動作を入れることで対局のテンポを損ねる、強く行えば上記の強打と同様の影響がある、等がマナー違反と見なされる理由。
長考
行動選択時に、即座に決定・実行しない行為。鳴くか鳴かないか迷う、あるいは捨てかけた牌をまた引っ込めて考え直すなど他家を待たせる・焦らせる・ペースを乱すなどの行為もこれに含まれる。麻雀は制限時間が明確ではないが、平均3秒以内・迷った時でも5秒程度でテンポ良く行動することが望まれる。
腰
和了や副露を行う素振りを見せる行為を「腰を使う」と言う。ルールとして腰を使った牌やその周辺の牌での出和了りを禁じることや、腰を使った牌を副露することを義務づけることもある。
溜めツモ・溜めロン
ツモ和了や上家の放銃によるロン和了の際、和了の発声や倒牌を不必要にゆっくりと行うこと。挑発行為と見なされる。
見せ牌
故意、過失を問わず、手牌の一部や牌山の一部を見せてしまう行為。ルールとして見せ牌した牌やその周辺の牌での出和了りを禁じることもある。
ゲーム中の批判
他家や観戦している人の麻雀を批判する行為。フリー雀荘など他人同士で打つ場合はもちろんのこと、知人同士の場合でも重篤なトラブルの原因になる。ただし、不正行為と紛らわしい行為を指摘するのはこれには含まれない。
勝ち負けの感情を態度に出す
勝っている時に気分が良くなりすぎるのは相手をいらつかせることになりかねない。負けている時にも周りに気を遣わせてしまう。
小さい発声
他家全員が確認できるもののみがルールに従った発声である。リーチは発声で成立するため、他家が確認できなかった場合、ただ牌が横を向いてしまっただけと認識され、特に一発で出た際などはトラブルになりやすい。また、多くのフリー雀荘ではポンとチーが発声優先なので、他家に認識されない発声では鳴きが認められない場合がある。
利き手でない手を卓上に出す
特に摸打を別の手で行うと紛らわしい上、不正行為を疑われることもある。ただし、理牌は両手を使ってもよく、倒牌は両手を使うべきであるとされている。片手で牌を倒す行為を「片手倒牌」と言い、フリー雀荘では禁止行為とされていることが多い。しかし、理牌や倒牌も片手で行う様に指導している雀荘もあるため、事前に確認しておく事が望ましい。また、裸単騎の1枚しかない手牌を両手で倒すのはやり過ぎ、あるいは不正行為に繋がりやすいとして嫌われやすい事にも注意が必要である。
ツモ牌を手牌の中に入れてから捨牌をする
捨て牌に時間がかかる。ツモ和了の際はどの牌をツモったか分からなくなる。（ツモってきた牌は通常、ゲームの進行をスムーズにするために、手牌から1牌切るまで手牌の右横に置く。それが和了のツモ牌であった場合、並べた牌の右横に倒した状態で置く。）
小手返し
不正行為を疑われるというのもあるが、牌どうしがこすれて音が立つためである。また、他の対局者や視聴者に対して公開されるべき情報である手出しかツモ切りかを分かりにくくする行為でもある。
その他通常のルール上問題ない行為について
通常のルール上は問題ない行為ではあるが、裸単騎や大明槓、アガラスなどといった行為について、雀荘や団体などによっては、みっともない行為としてマナー違反としたり、厳しいところでは禁止したりしている場合もある。

### 行うべき行為
他者への配慮として行うべき行為である。ただしあまり細かいことまで他者に強制するとそれを負担と感じるプレイヤーも多く、要請する態度などにも注意が必要である。
六枚切り
捨牌を1列に6枚ずつ並べていく並べ方。6幢切り（ろーとんぎり）とも。日本で一般的な四人打ち麻雀では、副露がなければ1局は17巡～18巡で終局となるので、捨牌を整然と6枚切りにしておけば、誰が何巡目に何を切ったか分かりやすくなる。
サイコロを片付ける
サイコロを振った後、親がそのサイコロを自分の右前に揃えて置く。片付けてサイコロを無くさないようにすることと現在の親を明示する効果があるが自動麻雀卓ではその構造上、サイコロは散らからないので片付けの必要はない。
牌山を前に出す
自動麻雀卓も山があらわれたら前に出すべきである。元来は平行に前に移動させており、近年までは卓の広さの問題からツモる部分がより前に出るよう、右側をより前に少し斜めにして出すことが多かった。AMOS ULTIMAという配牌と山を別にセットする全自動卓が普及してからは広さの問題が解消され、平行に山を出すように回帰している。
嶺上牌を降ろす
崩れやすい上にゲーム展開に大きく関わることのある牌である。ドラ表示牌をめくるより前に降ろす。
理牌倒牌
和了時には手牌を理牌した上で、ツモ牌は手牌に入れない。特に後者を怠ると平和役や待ち形の符を認められないこともある。
両手倒牌
倒牌は両手で行うのがマナーである。ただし、裸単騎の場合は片手で行うよう指導する場合もある。
点数申告
和了者が自分の点数を計算・申告し、他家から異議が出なければその点数が有効となる。間違って点数を少なく計算・申告しても和了者が損するだけなので他家から異議が出ないのが普通であり、その少ない点数が有効となる。麻雀店などにおいて点数計算のできない客が断られることは少ないが、自分の責任を他人に任せるならばそれなりの態度をとるべきである（点数計算が分からないからと言って他者に任せていると、少なく計算されて損していても自分には分からない）。また、必要な申告は点数であり、あがる度にいちいち役を申告するのはマナーに抵触する。（雀荘によっては確認のため、役の申告をすすめる場合もある。また、点数計算に自信がなく、他者に任せる場合は積極的に役を申告すべきである。）また、ツモった場合は子の点数→親の点数と申告するのが適当である。多くのプレイヤーは点数を語呂合わせで覚えている（3900→ザンク、7700→ナナナナ/チッチー、500/1000→ゴットーなど）が、申告の際は「ナナセンナナヒャクです」と数字で言うのが望ましい。積み棒を含める場合は、「2000（の1本場）は2300です」、「1300/2600（の3本場）は1600/2900」、「3900（の6本場は）は4500オール」のように言う。

## 日本以外のルール体系
麻雀は国ごとに独自のルール体系で遊ばれており、日本ルールとは大きく異なる。麻雀の全世界的な統括団体は実質的に存在しないので、国際的な統一ルールは今のところ定められていない。

### 中国麻雀
中国のスポーツ管理機関が麻雀を体育種目として公認したのを受けて「国標麻雀（国際公式麻雀ルール）」と称したルールが制定され、このルールに則った国際大会などが多く開かれている。日本のリーチ麻雀と並び多くの国の麻雀協会が「国標麻雀」を採用しているが民間に普及するまでには至っていない。中国国内でも地域によって四川麻雀・広東麻雀・太原四つ立ち麻雀・南昌麻雀など、さまざまなルール体系が存在する。

### 台湾麻雀
手牌を16枚で行うのが特徴的。

### アメリカ麻雀
NMJL(全米マージャン連盟)によって毎年役が変更される。また七対子、緑一色はアメリカ麻雀が発祥といわれている。

## 日本ルールのバリエーション
一般的なルールとは異なった、さまざまなルール体系のバリエーションがある。

### 三人麻雀
4人でなく3人でプレイする麻雀。

### 二人麻雀
4人でなく2人でプレイする麻雀。

### 競技麻雀
純粋な実力を競いやすくするために偶然性の強いリーチ時の一発、裏ドラ、槓ウラなどを排除したルールによって行われる。ただし、天和などは偶然性の役ではあるが認められる（101競技連盟では、これらも認めていない）。
その他のシステムも競技的に変更した純麻雀・中庸麻雀などのルールもある。

### アルシーアル麻雀
アルシャル麻雀ともいう。20符底の麻雀を意味する。リーチ麻雀の原型と言えるルールであり、現在でも日本麻雀連盟がこのルールを採用して競技を行っている。

### ブー麻雀
誰かの持ち点が倍になるか0点になった時点で終了となる。

### 雀鬼流
雀鬼会が採用するルール。

### フェアリー麻雀
多くは一般的に行うことを予定されずに、ルールが変更された麻雀。面子の概念など根本を変更するものが多く、マニア向けである。

#### 色違い麻雀
数牌の面子は萬子筒子索子から各1枚、同数または数が1ずつ違うものとする。すなわち「七萬・七筒・七索」で刻子となり、「五筒・六萬・七索」で順子となる。

#### 筒子の海麻雀
雀牌を3セット用意し、萬子と索子を抜いて「筒子と筒子」を入れる。すなわち数牌は1種4枚ではなく1種12枚でプレイする。4枚使いならぬ5枚使い・6枚使いが頻出し、ほとんどの場合見慣れない形の多面張になる。筒子ではなく索子のみとしてもよいし、萬子のみとしてもよい。

#### 大面子麻雀
4つ並んだ数牌を順子とし、4枚からなる面子3つと雀頭を和了形とする。

#### 宇宙麻雀
数牌の9と1がつながる。字牌の順子も認める（「891」や「東南西」が順子になる）。

### インフレ麻雀
インフレルールとも呼ばれる。点数がつり上がる傾向があるのが特徴である。点数をつり上げるためにローカルルールとしてドラの数を増加したり、独自の役やさまざまな祝儀を追加したりする。

#### 永田町ルール
通常のドラのほかに、開門のときのサイコロの出目で決められるドラがある。出目が2〜9のときはその数の数牌、10のときは三元牌、11のときは1の数牌、12のときは風牌がすべてドラになる。また、通常のドラと同じ数の数牌もすべてドラとなる。さらに、国会議事堂の形に似ているが常時ドラとなる。

#### アリス
誰かが門前で和了したとき、あるいは立直をかけて和了したときに槓ドラと同じようにドラ表示牌の隣の牌をめくる。その牌と同一の牌（現物牌）が和了者の手牌の中にあれば祝儀がもらえ、さらに隣の牌をめくることができる。これを、現物の牌が出なくなるまで繰り返す。祝儀の数は現物の牌が出た枚数に比例する。
また、対象牌が現物とその両隣（七筒なら六・七・八筒、東なら北・東・南）も対象となる、チューリップという拡張ルールも存在する。